# Rael
Israel Feliciano (São Paulo, 1 de outubro de 1983), mais conhecido pelo seu nome artístico Rael, é um cantor, compositor e rapper brasileiro. Em meados de 2000, formou seu primeiro grupo de rap, chamado Can KND. O coletivo se dissolveu em pouco tempo, mas foi o passo inicial para que nascesse, um ano depois, o Pentágono, do qual ele fez parte por mais de 15 anos do grupo paulistano gravando quatro discos autorais e em 2012, anunciou oficialmente sua saída para dedicar-se exclusivamente a sua carreira solo. Em 2016 ele retornou ao grupo novamente, e estão trabalhando em um novo álbum de estreia do Pentágono.

## Carreira

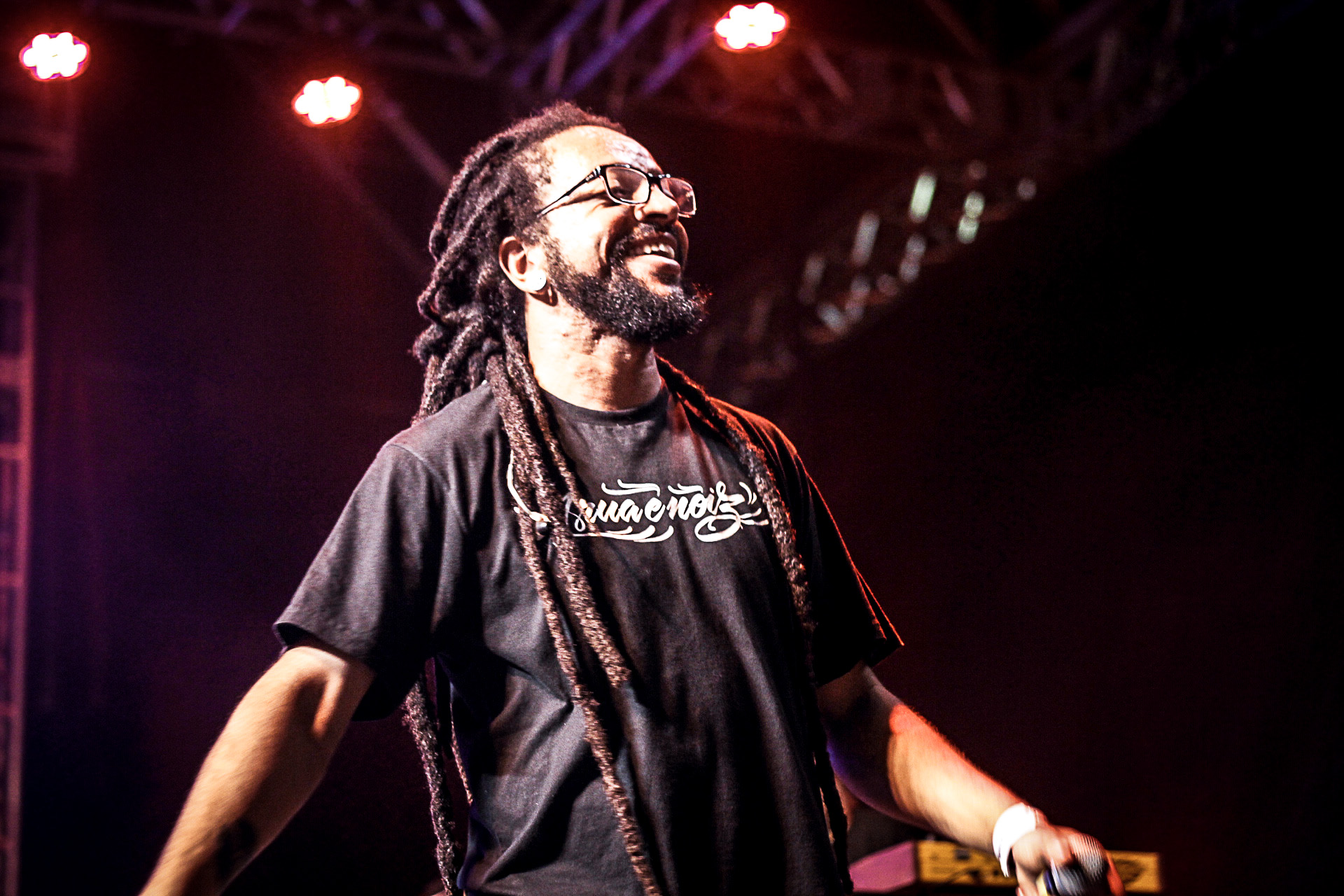
Rael da Rima no Planeta Brasil Festival aconteceu em Belo Horizonte, MG em 2012.

Rael começou a sua carreira musical aos 16 anos de idade. Pouco tempo depois formou um grupo junto com outros quatro integrantes o grupo Pentágono, que lançou dois discos. Em 2005, fez uma participação no documentário norte-americano Global Lives com a canção "Vejo Depois". Dois anos depois, foi incluído no grupo de artistas que participou da primeira edição do tradicional Som Brasil, da Rede Globo, em homenagem à Vinícius de Moraes. Ele fez releituras de suas canções junto a rappers como MC Rashid, Criolo e Terra Preta. O rapper já fez participações em músicas com artistas como Emicida, Kamau, Slim Rimografia, Don L e MC Rashid.
Além do programa Som Brasil, Rael esteve presente na série Antônia, da mesma emissora. Em 2010, Rael lançou seu primeiro single solo, intitulado "Trabalhador". Pouco tempo depois, veio o primeiro disco, intitulado MP3 - Música Popular do 3° Mundo. Para lançamento deste CD, o rapper acertou uma parceria com a gravadora Tratore. Em 2011 fez participações no disco do Emicida intitulado Doozicabraba e a Revolução Silenciosa. Em 2013, retira o codinome "Da Rima", mantendo apenas Rael, lançando em março deste ano o esperado disco Ainda Bem que Eu Segui as Batidas do Meu Coração, com produção da dupla norte-americana Beatnick & K-Salaam, que trabalham com Lauryn Hill e também assinaram "Doozicabraba e a Revolução Silenciosa", de Emicida.
Em 2016, lançou o disco "Coisas do Meu Imaginário" com participações especiais de Daniel Yorubá, Black Alien e Chico César. O emblemático clipe de "Minha Lei", liberado junto com o álbum, teve participação de Mano Brown, MC Rashid, Criolo, Emicida, Projota, Rashid, DJ Marco, DJ Nyack, DJ Dan Dan, DJ Will, DJ Soares, DJ Kiko, Daniel Ganjaman, Rappin' Hood e outros grandes nomes do rap no Brasil.
Em 2017, uma canção de Emicida da qual participou, "A Chapa É Quente!", foi indicada ao Grammy Latino de 2017 de Melhor Canção Urbana.
Seu álbum Cabim-Cidreira foi eleito um dos 25 melhores álbuns brasileiros do segundo semestre de 2019 pela Associação Paulista de Críticos de Arte.

## Discografia

### Álbuns de estúdio

#### ComPentágono
| Ano  | Título                   |
| ---- | ------------------------ |
| 2005 | Microfonicamente Dizendo |
| 2008 | Natural                  |
| 2009 | Ep                       |
| 2012 | Manhã (álbum)            |

### Carreira solo
| Ano  | Título                                           |
| ---- | ------------------------------------------------ |
| 2010 | MP3 - Música Popular do 3° Mundo                 |
| 2013 | Ainda Bem que Eu Segui as Batidas do Meu Coração |
| 2014 | Ep (álbum)                                       |
| 2014 | Diversoficando                                   |
| 2016 | Coisas do Meu Imaginário                         |